# Blatnica (Zenica)
Pour les articles homonymes, voir Blatnica.
Blatnica (en serbe cyrillique : Блатница) est un village de Bosnie-Herzégovine. Il est situé sur le territoire de la ville de Zenica, dans le canton de Zenica-Doboj et dans la fédération de Bosnie-et-Herzégovine. Selon les premiers résultats du recensement bosnien de 2013, il abrite une population inférieure ou égale à 10 habitants.
Avant la guerre de Bosnie-Herzégovine, le village faisait entièrement partie de la municipalité de Teslić ; après la guerre, son territoire a été partiellement rattaché à la municipalité de Zenica, intégrée à la fédération de Bosnie-et-Herzégovine.

## Démographie

### Évolution historique de la population dans la localité
| 1948 | 1953 | 1961  | 1971  | 1981  | 1991  | 2013 |
| ---- | ---- | ----- | ----- | ----- | ----- | ---- |
| -    | -    | 2 147 | 2 717 | 2 946 | 2 890 | ≤ 10 |

|  |

### 1971 - 1991
| Blatnica, Total 2013: 5 |                |                |                |
| Liste/ Année            | 1991.          | 1981.          | 1971.          |
| Serbes                  | 2 768 (95,78%) | 2 777 (94,26%) | 2 650 (97,53%) |
| Croates                 | 40 (1,384%)    | 29 (0,984%)    | 39 (1,435%)    |
| Bosniens                | 7 (0,242%)     | 10 (0,339%)    | 7 (0,258%)     |
| Monténégrins            | –              | 6 (0,204%)     | 5 (0,184%)     |
| Albanaise               | –              | 3 (0,102%)     | –              |
| Yougoslaves             | 60 (2,076%)    | 109 (3,700%)   | 7 (0,258%)     |
| Inconnus/Autres         | 15 (0,519%)    | 12 (0,407%)    | 9 (0,331%)     |
| Total                   | 2 890          | 2 946          | 2 717          |